# 鳳凰座ξ
鳳凰座ξ，又名CP-57 143，HD 3980、SAO 232152、HR 183，是鳳凰座的一颗恒星，视星等为5.7，位于銀經305.65，銀緯-60.57，其B1900.0坐标为赤經0h 37m 12.9s，赤緯-57° -60.57′ 5″。